# Острозебеке
Острозебеке (на нидерландски: Oostrozebeke) е селище в Северозападна Белгия, окръг Тийлт на провинция Западна Фландрия. Населението му е около 7400 души (2006).